# Hugo Boss
 Ovo je glavno značenje pojma Hugo Boss. Za druga značenja pogledajte Hugo Boss (modni dizajner).
Hugo Boss, poznato i po skraćenici BOSS, njemačka je tvrtka luksuzne modne industrije koja proizvodi skupocjenu odjeću, obuću i modne dodatke a poznata je i po parfemima. Jedan je od najpoznatijih simbola bogatstva, mode i Njemačke.
Osnovao ju je Hugo Ferdinand Boss u Metzingenu 1924. godine te je izvorno proizvodila odijela i uniforme. Nakon Drugo svjetskog rata i Bossove smrti okreće se proizvodima tzv. visoke mode za imućnije potrošače.
Najpoznatija je tvrtka modne industrije na svijetu te u vlasništvu posjeduje više od 1 100 poduzeća izapošljava 13 800 radnika. Ostvaruje prosječan godišnji prihod između 2,5 i 3 milijarde američkih dolara.
Tvrtka svake dvije godine dodjeljuje Nagradu Hugo Boss jednom umjetniku iz bilo kojeg područja umjetnosti.

## Vanjske poveznice
- Službene stranice tvrtke (engl.)